# Hamish McArthur
Hamish McArthur (2002) es un deportista británico que compite en escalada. Ganó una medalla de bronce en el Campeonato Mundial de Escalada de 2021, en la prueba de dificultad.

## Palmarés internacional
| Campeonato Mundial | Campeonato Mundial | Campeonato Mundial | Campeonato Mundial |
| Año                | Lugar              | Medalla            | Prueba             |
| ------------------ | ------------------ | ------------------ | ------------------ |
| 2021               | Moscú (Rusia)      | Medalla de bronce  | Dificultad         |